# Limenitis sumbana
Limenitis sumbana är en fjärilsart som beskrevs av Hans Fruhstorfer 1913. Limenitis sumbana ingår i släktet Limenitis och familjen praktfjärilar. Inga underarter finns listade i Catalogue of Life.